# Stadion Niederrhein
Das Stadion Niederrhein ist ein Fußballstadion in der nordrhein-westfälischen Stadt Oberhausen im Ruhrgebiet. Die Leichtathletikanlage des Stadions wurde 2017 zum Teil überbaut und kann nicht mehr genutzt werden. Das Oval ist die Spielstätte des Fußballvereins Rot-Weiß Oberhausen.

## Lage
Die Anlage liegt im äußersten Südwesten des Stadtbezirks Osterfeld, nah der Grenze zu den beiden anderen Stadtbezirken Alt-Oberhausen und Sterkrade, auf einer Halbinsel zwischen der Emscher und dem Rhein-Herne-Kanal.

## Zuschauerkapazität
Insgesamt bietet das Stadion Niederrhein 17.165 Zuschauern Platz, davon 13.165 auf Stehplätzen (4350 überdacht) und 4000 auf Sitzplätzen (alle überdacht).

## Geschichte

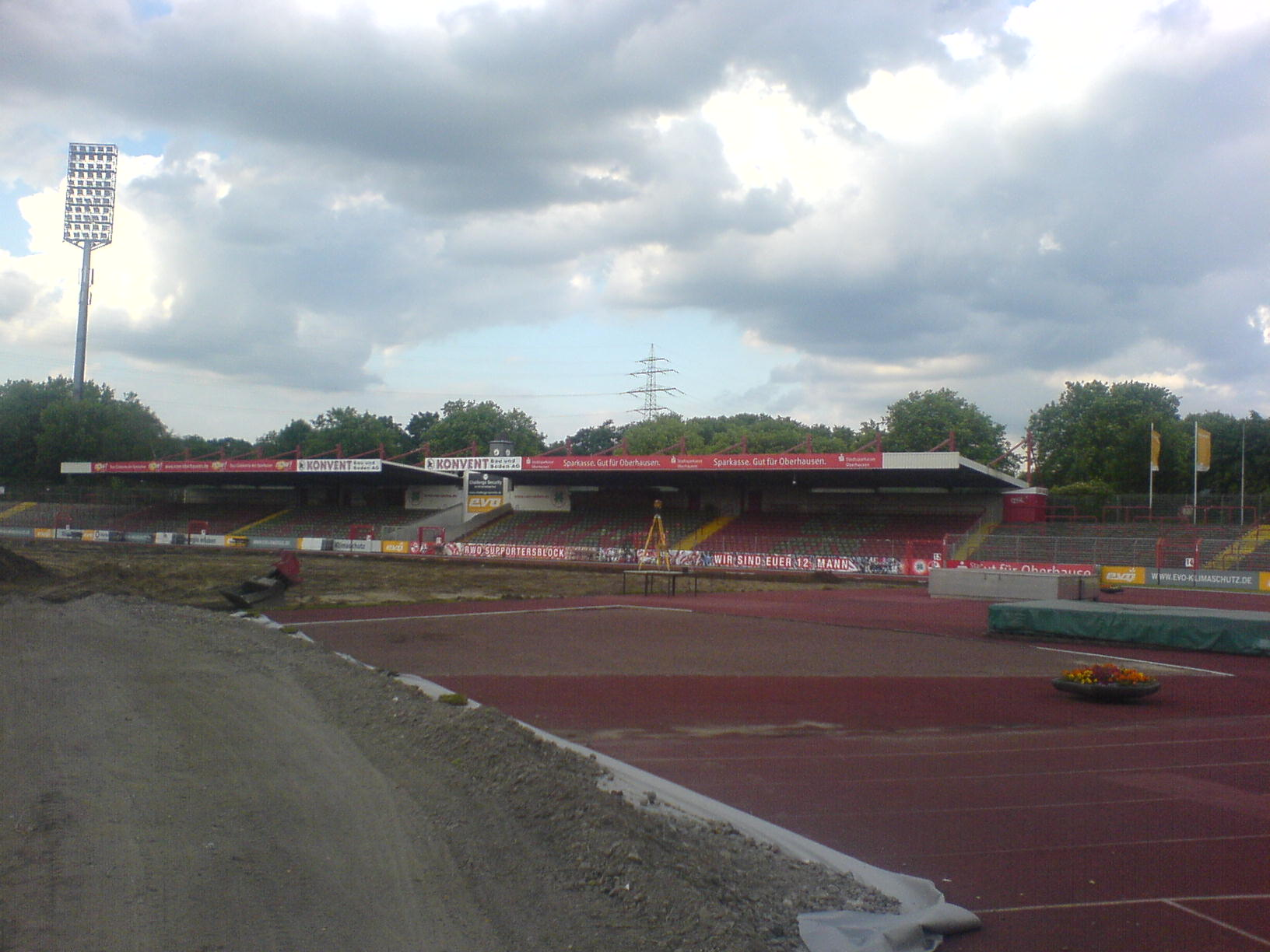
Konvent-Tribüne und Einbau der Rasenheizung zur Spielzeit 2008/09

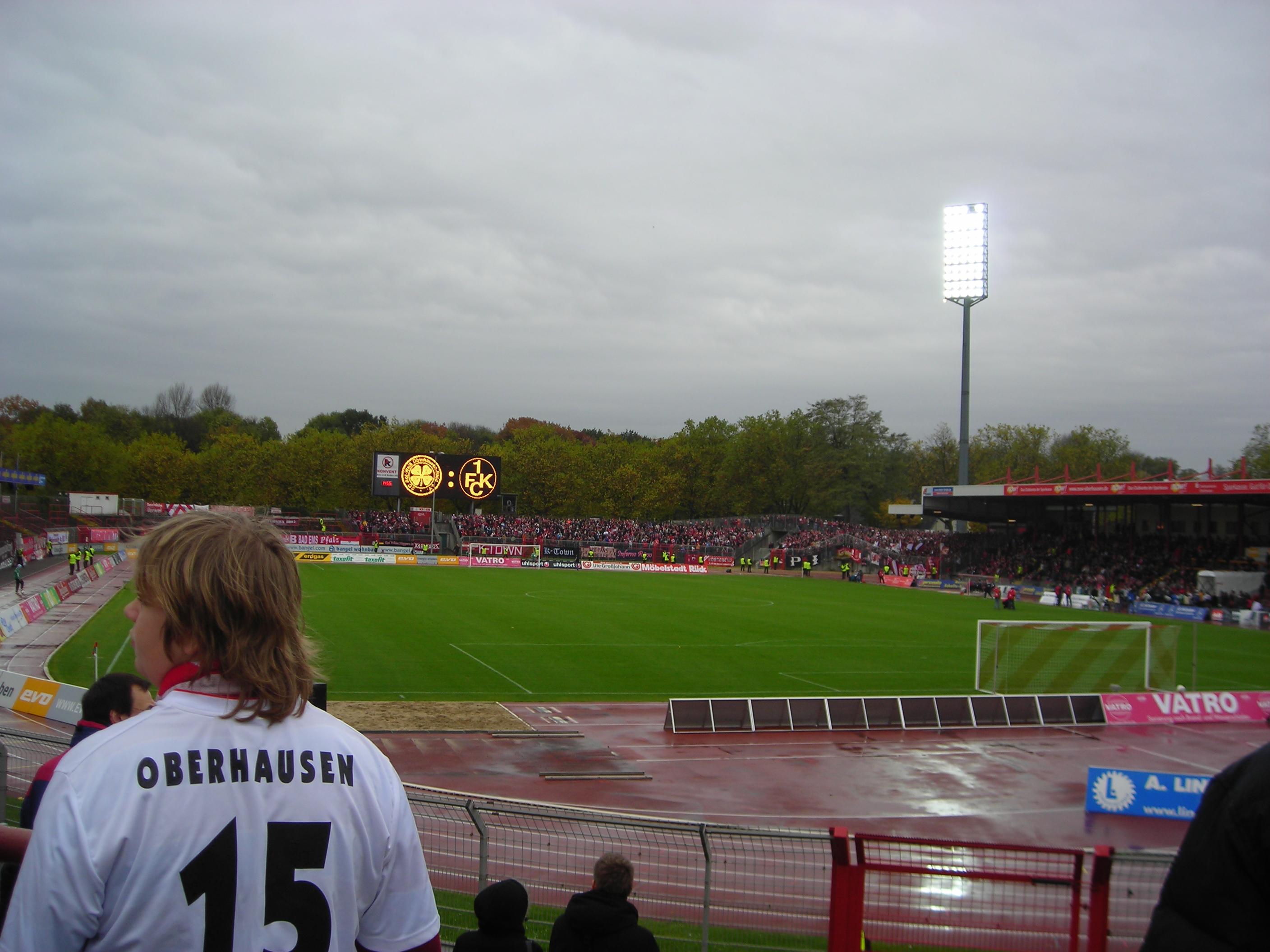
Blick in das Stadion vor dem Zweitligaspiel RWO gegen den 1. FC Kaiserslautern

Eingeweiht wurde das Stadion am 28. Februar 1926 mit dem Spiel Duisburger SpV gegen Arminia Bielefeld. 1970 wurde das Stadion mit einer Flutlichtanlage versehen. 4 Masten mit je 55 Halogenstrahlern und einer Gesamtleistung von 800 kW leuchteten das Spielfeld aus, so dass die Helligkeit erstmals für Farbfernsehübertragungen geeignet war. 1982 wurde eine Kunststoffbahn mit sechs 400 m- und acht 100-m-Spuren ergänzt, 1996 erfolgte die Anbringung der ausrangierten Anzeigetafel aus dem Leverkusener Ulrich-Haberland-Stadion, einem Geschenk des Vereins Bayer 04 Leverkusen an die Stadt Oberhausen. Mittlerweile wurde diese durch eine moderne LED-Anzeigetafel ersetzt.
Nach einem größeren Umbau, bei dem die Stehränge erneuert wurden, die Gegengerade eine Sitztribüne erhielt und die Haupttribüne komplett erneuert worden war, wurde das Stadion 1998 zum Beginn der Zweitligasaison von Rot-Weiß Oberhausen wieder eröffnet. 2004 wurde das Stadion durch weitere Umbaumaßnahmen – vor allem im Bereich der Haupttribüne – an erhöhte Anforderungen für Zweitligaspiele angepasst.
Seit November 2007 heißt die Haupttribüne evo-Tribüne, benannt nach dem langjährigen Sponsoren des SC Rot-Weiß Oberhausen der Energieversorgung Oberhausen.
Nach dem Aufstieg von RWO in die 2. Bundesliga zur Spielzeit 2008/09 wurde gemäß den Statuten der DFL ein erneuter Umbau des Stadions erforderlich. Im Juli 2008 wurde der Rasen komplett erneuert und eine Rasenheizung installiert. Im Februar 2014 drohte ein Flutlichtmast umzustürzen. Er wurde daraufhin demontiert. Der Mast wird bis auf weiteres nicht ersetzt, da die Beleuchtung für die Regionalliga ausreichend ist, in der Rot-Weiß Oberhausen seit 2012 spielt. Anfang 2017 begann der Abriss der Emscherkurve, welche durch eine neue Tribüne unmittelbar am Spielfeldrand ersetzt wurde. Teile der Emscherkurve bleiben erhalten. Die neue Stehplatztribüne bietet 3100 Zuschauern Platz und kann noch auf circa 4000 Plätze ausgebaut werden. Die Revierkraft-Tribüne war am 13. Mai 2018 beim Ligaspiel gegen Wattenscheid 09 zum ersten Mal für das Publikum geöffnet.

## Veranstaltungen
Das Stadion Niederrhein war 2004 einer von vier Spielorten der U-21-Fußball-Europameisterschaft. Drei Vorrundenspiele, ein Halbfinale und das Spiel um Platz drei wurden in Oberhausen ausgetragen. Zwei Jahre später wurde im Oberhausener Stadion die Partie zwischen Frankreich und Ungarn (1:3) bei der Fußball-Weltmeisterschaft 2006 der Menschen mit Behinderung ausgespielt. Der Frauenfußballverein FCR 2001 Duisburg hat in der Saison 2009/10 zwei Heimspiele in der UEFA Women’s Champions League in Oberhausen ausgetragen, da die Flutlichtanlage in der Duisburger Heimspielstätte, dem PCC-Stadion, nicht den Anforderungen der UEFA entspricht.
In der Saison 2024 trägt Rhein Fire ein Heimspiel der European League of Football in Oberhausen aus, da das Stadion in Duisburg nicht verfügbar ist.